# ساگاس
ساگاس (به اسپانیایی: Sagàs) یک شهرستان در اسپانیا است که در استان بارسلون واقع شده‌است.

## خصوصیات
ساگاس ۴۴٫۶۰ کیلومترمربع مساحت و ۱۳۴ نفر جمعیت دارد و ۷۳۸ متر بالاتر از سطح دریا واقع شده‌است.